# 舊市場

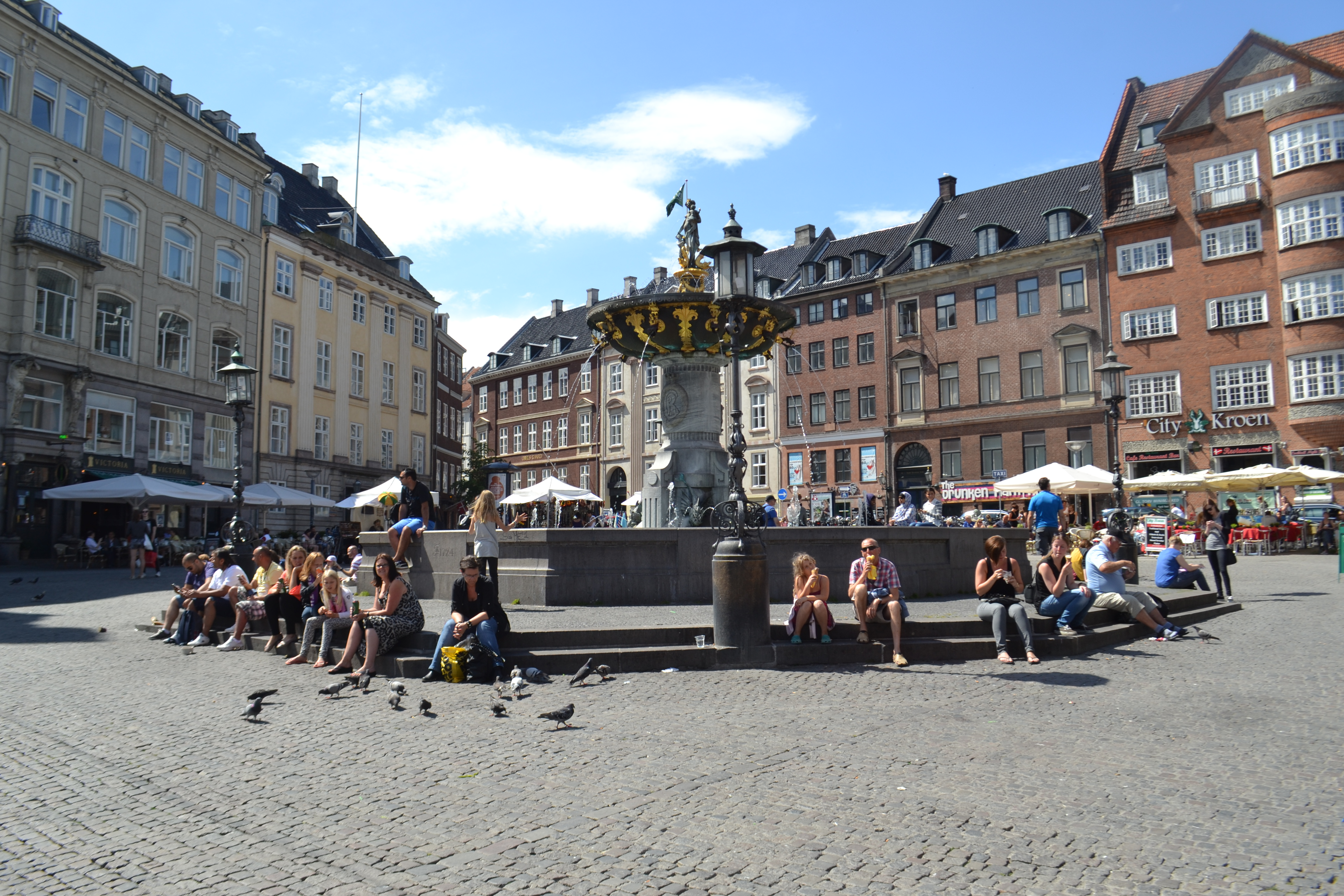

舊市場（Gammeltorv）是位於丹麥首都哥本哈根的一座廣場，也是哥本哈根歷史最古老的廣場。舊市場和與其毗鄰的新廣場構成行人專用的步行街。舊市場的歷史可以追溯至12世紀，其大部分建築在1795年火災之後修建，大多是新古典主義建築。